# 土耳其廣播電視公司阿拉伯頻道
土耳其廣播電視公司阿拉伯頻道（阿拉伯語：عربي TRT；土耳其語：TRT Arabi）是土耳其廣播電視公司一條於2010年4月4日開播的阿拉伯語電視頻道，主要向中東地區民眾播放與土耳其相關的婦女、兒童、綜藝、戲劇和新聞等各類節目，而其頻道總監則是記者圖蘭·克什拉克徹（Turan Kışlakçı）。